# ميك هايز
ميك هايز (بالإنجليزية: Mick Hayes)‏ هو لاعب قذف أيرلندي، ولد في 1921، وتوفي في 2003.